# Tom Holland (herec)
Thomas Stanley „Tom“ Holland (* 1. června 1996 Londýn, Anglie) je anglický herec a tanečník. Proslavil se titulní rolí v muzikálu Billy Elliot v uvedení londýnského divadla Victoria Palace Theatre. Kromě toho také hrál ve filmu Nic nás nerozdělí, či ztvárňuje od roku 2016 Petera Parkera ve filmech Marvel Cinematic Universe či si zahrál ve filmu V srdci moře, kde ztvárnil jednu z hlavních postav.

## Osobní život
Narodil se v londýnské čtvrti Kingston-upon-Thames, do rodiny fotografky Nicoly Elizabeth a spisovatele a komika Dominica Hollandových. Je nejstarší ze čtyř bratrů, dvojčata Sam a Harry jsou o tři roky mladší a Harry se objevil ve filmu Diana, jeho další bratr, Patrick „Paddy“, je o osm let mladší. Jeho prarodiče z otcovy strany se narodili na ostrově Man a v Irsku.
Navštěvoval katolickou školu Donhead. Později chodil na Wimbledon College, kde setrval do prosince 2012 a pak se přihlásil na uměleckou školu The BRIT School for Performing Arts and Technology.
V listopadu 2021 potvrdil, že jeho partnerkou je americká zpěvačka a herečka Zendaya.

## Kariéra

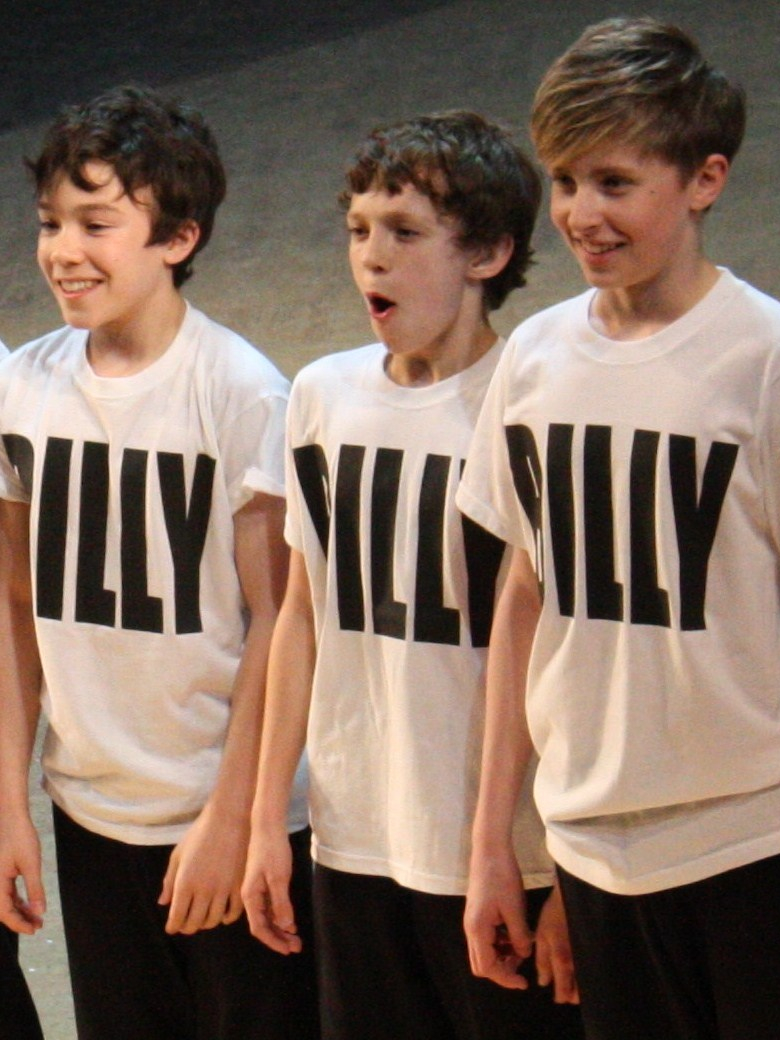
Holland (uprostřed) během výročního představení muzikálu Billy Elliot

### Divadlo
S tancem začal během hodin hip hopu v taneční škole Nifty Feet Dance School ve Wimbledonu. Během školního vystoupení jeho potenciál spatřila choreografka Lynne Page, která spolupracovala s Peterem Darlingem, choreografem muzikálu Billy Elliot. Po osmi kolech konkurzu a dvou letech tréninku se dne 28. července 2008 poprvé objevil na prknech West Endu v muzikálu Billy Elliot v roli Michaela, nejlepšího kamaráda Billyho. Jeho první vystoupení v titulní roli Billyho přišlo dne 8. září 2008 za pozitivních ohlasů.
V září 2008 se společně se svým kolegou Tannerem Pfluegerem objevil v televizním pořadu na kanálu FIVE a dal své první televizní interview. O rok později se objevil v pořadu The Feel Good Factor, kde společně s dalšími dvěma představiteli Billyho Elliota, Tannerem Pfluegerem a Laytonem Williamsem vystupovali s písní „Angry Dance“ a poté je vyzpovídala moderátorka pořadu, Myleene Klass.

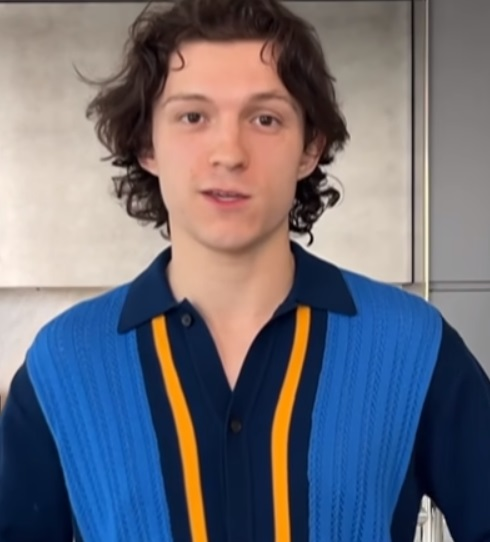
Tom Holland v roce 2021

Dne 8. března 2010, u příležitosti pátého výročí uvádění muzikálu Billy Elliot, byli čtyři představitelé titulní role, včetně Hollanda, pozváni do domu 10 Downing Street, aby se setkali s premiérem Gordonem Brownem. Holland byl též vybrán, aby odehrál hlavní roli ve slavnostním představení dne 31. března 2010. Dne 29. května 2010 měl své poslední představení v roli Billyho Elliota.

### Film
V roce 2011 namluvil hlavní postavu v anglickém dabingu pro japonský animovaný film Arrietty ze světa půjčovníčků. O rok později si zahrál syna Naomi Watts a Ewana McGregora ve filmu Nic nás nerozdělí režiséra Juana Antonia Bayony. Ztvárnil Isaaca ve snímku Budoucnost nejistá a objevil se po boku Toma Nickersona ve filmu Rona Howarda, V srdci moře. V roce 2015 přišla také jeho první televizní role, a to Peer Gregory Cromwell v seriálu Wolf Hall. Dne 23. července 2015 bylo oznámeno, že byl obsazen do role Spider-Mana do filmů série Marvel Cinematic Universe. Poprvé si roli zahrál ve filmu Captain America: Občanská válka (2016). V této roli se následně objevil ve filmech Spider-Man: Homecoming (2017), Avengers: Infinity War (2018), Avengers: Endgame (2019) Spider-Man: Daleko od domova (2019) a také Spider-Man: Bez domova (2021). Po premiéře Captain America: Občanská válka získal Holland chválu za svůj výkon v roli Spider-Mana a někteří ho označili jako „nejlepšího Spider-Mana, jakého kdy viděli“.[zdroj⁠?!]
V listopadu 2015 se přidal k obsazení filmu Shane Carrutha The Modern Ocean, kde se měl objevit po boku Anne Hathawayové, Keanu Reevese, Daniela Radcliffa, Chloë Grace Moretz, Asy Butterfielda, Jeffa Goldbluma a Abrahama Attaha. Carruth ale nakonec od projektu odstoupil a film nebyl natočen. V roce 2018 bylo oznámeno, že si zahraje roli mladého Nathana Drakea ve filmové adaptaci videoher Uncharted. V roce 2019 zahrál po boku Willa Smitha ve filmu Špióni v převleku. Vedle Roberta Downeyho Jr. se objevil ve filmu Dolittle. Dále hrál v animovaném filmu Frčíme po boku Chrise Pratta. V roce 2021 s ním zatím vyšly 2 filmy, dlouho odkládaný Chaos Walking a Cherry, který režírovali bratři Russové. Od října 2020 do března 2021 natáčel v Atlantě snímek Spider-Man: Bez domova, který byl do kin uveden v prosinci 2021. V dubnu 2021 bylo oznámeno, že si zahraje hlavní roli v seriálu The Crowded Room od Apple TV+.

## Filmografie

### Film
| Rok  | Název                           | Role                      | Poznámky                     |
| ---- | ------------------------------- | ------------------------- | ---------------------------- |
| 2011 | Arrietty ze světa půjčovníčků   | Shō                       | pouze hlas v anglickém znění |
| 2012 | Nic nás nerozdělí               | Lucas Bennett             |                              |
| 2013 | Budoucnost nejistá              | Isaac                     |                              |
| 2014 | Noční jízda                     | Eddie                     | pouze hlas                   |
| 2015 | V srdci moře                    | mladý Thomas Nickerson    |                              |
| 2016 | Captain America: Občanská válka | Peter Parker / Spider-Man |                              |
| 2016 | Ztracené město Z                | Jack Fawcett              |                              |
| 2016 | Edge of Winter                  | Bradley Baker             |                              |
| 2017 | Spider-Man: Homecoming          | Peter Parker / Spider-Man |                              |
| 2017 | Pilgrimage                      | Novic                     |                              |
| 2017 | Vysoké napětí                   | Samuel Insull             |                              |
| 2018 | Avengers: Infinity War          | Peter Parker / Spider-Man |                              |
| 2019 | Špióni v převleku               | Walter (hlas)             |                              |
| 2019 | Avengers: Endgame               | Peter Parker / Spider-Man |                              |
| 2019 | Spider-Man: Daleko od domova    | Peter Parker / Spider-Man |                              |
| 2020 | Dolittle                        | Jip (hlas)                |                              |
| 2020 | Frčíme                          | Ian Lightfoot (hlas)      |                              |
| 2020 | Ďábel                           | Arvin Russell             |                              |
| 2021 | Chaos Walking                   | Todd Hewitt               |                              |
| 2021 | Spider-Man: Bez domova          | Peter Parker / Spider-Man |                              |
| 2021 | Cherry                          | Nico Walker               |                              |
| 2022 | Uncharted                       | Nathan Drake              |                              |

### Televize
| Rok  | Název           | Role             | Poznámky                            |
| ---- | --------------- | ---------------- | ----------------------------------- |
| 2015 | Wolf Hall       | Gregory Cromwell | vedlejší role, 4 díly               |
| 2017 | Bitva playbacků | sám sebe         | díl: „Zendaya vs. Tom Holland“      |
| 2023 | Přeplněný pokoj | Danny Sullivan   | hlavní role; také výkonný producent |

### Divadlo
| Rok       | Název        | Role          | Místo uvádění           | Poznámky                       |
| --------- | ------------ | ------------- | ----------------------- | ------------------------------ |
| 2008–2010 | Billy Elliot | Billy/Michael | Victoria Palace Theatre | 8. září 2008 – 29. května 2010 |

### Videohry
| Rok  | Název                  | Role                      | Poznámky |
| ---- | ---------------------- | ------------------------- | -------- |
| 2016 | Lego Marvel's Avengers | Peter Parker / Spider-Man | Hlas     |

## Ocenění a nominace
| Rok  | Ocenění                                 | Kategorie                                               | Práce                                            | Výsledek  |
| ---- | --------------------------------------- | ------------------------------------------------------- | ------------------------------------------------ | --------- |
| 2012 | Critics' Choice Movie Awards            | Nejlepší mladý herec nebo herečka                       | Nic nás nerozdělí                                | nominace  |
| 2012 | Chicago Film Critics Association Awards | Nejslibnější herec                                      | Nic nás nerozdělí                                | nominace  |
| 2012 | Goya Awards                             | Nejlepší nový herec                                     | Nic nás nerozdělí                                | nominace  |
| 2012 | National Board of Review                | Průlomový herec                                         | Nic nás nerozdělí                                | vítězství |
| 2013 | London Film Critics Circle Awards       | Mladý britský herec roku                                | Nic nás nerozdělí                                | vítězství |
| 2013 | Empire Award                            | Nejlepší nováček                                        | Nic nás nerozdělí                                | vítězství |
| 2013 | Young Artist Awards                     | Nejlepší mladý herec v hlavní roli v celovečerním filmu | Nic nás nerozdělí                                | vítězství |
| 2016 | Teen Choice Awards                      | Zloděj scén                                             | Captain America: Občanská válka                  | nominace  |
| 2017 | Filmová cena Britské akademie           | Vycházející hvězda                                      | on sám                                           | vítězství |
| 2017 | Teen Choice Awards                      | Průlomová filmová hvězda                                | Spider-Man: Homecoming                           | nominace  |
| 2017 | Teen Choice Awards                      | Letní herec                                             | Spider-Man: Homecoming                           | vítězství |
| 2018 | Cena Saturn                             | Nejlepší herecký výkon mladého herce                    | Spider-Man: Homecoming                           | vítězství |
| 2018 | Teen Choice Awards                      | Nejlepší filmový herec                                  | Avengers: Infinity War                           | nominace  |
| 2019 | Teen Choice Awards                      | Letní herec                                             | Spider-Man: Daleko od domova                     | vítězství |
| 2020 | Kids' Choice Awards                     | Nejlepší superhrdina                                    | Avengers: Endgame a Spider-Man: Daleko od domova | vítězství |
| 2021 | Critics' Choice Super Awards            | Nejlepší dabér v animovaném filmu                       | Frčíme                                           | nominace  |